# Hamelia macrantha
Hamelia macrantha là một loài thực vật có hoa trong họ Thiến thảo. Loài này được Little mô tả khoa học đầu tiên năm 1948.